# Uddskapania
Uddskapania (Scapania mucronata) är en levermossart som beskrevs av Hans Robert Viktor Buch. Uddskapania ingår i släktet skapanior, och familjen Scapaniaceae. Arten är reproducerande i Sverige.